# Космічний телескоп Ненсі Грейс Роман
Космічний телескоп Ненсі Грейс Роман (англ. Nancy Grace Roman Space Telescope, NGRST) — космічна обсерваторія NASA. Спочатку мала назву Ширококутний інфрачервоний оглядовий телескоп (англ. The Wide-Field Infrared Survey Telescope, WFIRST).

## Історія
Початковий проєкт 2010 року мав назву Wide-Field InfraRed Survey Telescope (WFIRST) і передбачав будівництво телескопа з головним дзеркалом діаметром 1,5 м. Національна дослідницька рада США визначила його одним із пріоритетів у десятирічному огляді з астрономій й астрофізики 2010 року. Вартість оцінювалася у 2,4 млрд $, із яких NASA фінансувало $1,6 млрд, а решту мали розділити інші організації, зокрема, очікувалася участь Європейського космічного агентства. 
2012 року NASA отримала від Національного офісу рекогностування (англ. National Reconnaissance Office, NRO) два телескопи із первинними дзеркалами діаметром 2,4 м, і 2013 року один з цих телескопів вирішили взяти за основу для WFIRST. Перероблений проєкт отримав назву WFIRST-AFTA (англ. Astrophysics Focused Telescope Assets), його подали до підкомітету з астрофізики в березні 2015 року. Очікувалося, що телескоп матиме в 100 разів більше поле зору, ніж телескоп Габбла. Іншою його важливою перевагою мала стати наявність коронографа, завдяки якому яскраве світло зір не заважало б спостереженню за планетами, що обертаються навколо них. Головною метою апарата, який планувалося запустити в середині 2020-х, мало стати вивчення темної енергії, однак паралельно він міг відкрити мільйони нових галактик і допомогти у вивченні атмосфери екзопланет. Апарат мав перебувати в другій точці Лагранжа системи Сонце — Земля.
У травні 2020 року телескоп назвали на честь американської жінки-астронома, однієї з перших жінок-керівників у NASA Ненсі Грейс Роман, яка зробила значний внесок у вивчення космосу для NASA та всього людства.

## Підготовка до запуску
Запуск телескопа планувалося здійснити у травні 2027 року, після чого він мав приєднатися до космічного телескопа «Евклід» Європейського космічного агентства, щоб разом досліджувати загадку темної енергії[неавторитетне джерело][ангажоване джерело].
17 квітня 2024 року інженери компанії L3Harris Technologies провели перші випробування зібраної оптичної системи (англ. Imaging Optical Assembly; кожне із дзеркал проходило індивідуальні випробування раніше). Перевірка показала, що система дзеркал спрямовує світло на наукові інструменти з високою точністю.
Станом на грудень 2024 року, згідно повідомлення SciTechDaily, команда космічного телескопа Ненсі Грейс Роман досягла важливого етапу — завершено інтеграцію телескопа та його ключових інструментів з платформою-носієм. Цей прорив знаменує собою завершення складання основних компонентів обсерваторії, яка має розпочати роботу у 2027 році.